# 菲尔·博格斯
菲利普·“菲尔”·乔治·博格斯（英語：Phillip "Phil" George Boggs，1949年11月29日—1990年7月4日），美国男子跳水运动员，他在加拿大蒙特利尔的1976年夏季奥林匹克运动会上获得了男子跳板的金牌。

## 生平
博格斯出生在阿克伦，他是唯一一位在连续三届世锦赛中夺得冠军的游泳跳水运动员，他首次参加是在1973年。他也是第一位荣获FINA奖的水上项目运动员。之后他还出任过美国跳水协会的主席。
尽管博格斯在跳台跳水上有着熟练的表现(1977年美国10米跳台全国冠军)，但是他在1970年代成为了跳板项目的国王，由于自己的肩伤以及由于政治原因美国抵制了1980年莫斯科奥运会，所以博格斯选择了退役。在那些年中，博格斯还是美国空军的海军上尉和密歇根大学法学院的学生。
在1985年，他入选了国际游泳名人堂。
1990年，年仅40岁的博格斯在迈阿密去世。